# ラジオBar南国の夜
ラジオBar南国の夜（ラジオバーなんごくのよる）は、琉球放送（RBCiラジオ）で毎週土曜日の22:00 - 23:00に放送されているラジオ番組である。

## 概要
- 2014年10月放送開始。実際に宜野湾市でBar「南国の夜」を営む與古田に常連客の嘉が来店してトークを行う、という設定の番組。
- 放送開始 - 2018年3月までは金曜放送の30分番組だったが、2018年4月より土曜に移動、60分番組となった。同時に仲田が留学のために琉球放送を休職するため新たに嘉が「常連客」となった。同じく同時にラジオクラウドでオリジナルコンテンツ「閉店後のカウンタートーク」を開始している。
- 番組は基本的に録音放送だが、番組初期には当番組をベースとした公開生放送が週末昼時間帯に行われたり、この番組のコンビによる平日昼ワイド「MUSIC SHOWER Plus+」の代理出演（2015年10月16日）があったほか、2018年9月1日、12月29日、2023年9月30日等で生放送を行っている。2019年8月31日には、山陰放送アナウンサー森谷佳奈をゲストに招いて生放送を行った。

放送時間
- 毎週金曜 23:30 - 24:00（放送開始 - 2015年9月25日）
- 毎週金曜 23:00 - 23:30（2015年10月2日 - 2018年3月30日）
- 毎週土曜 22:00 - 23:00（2018年4月7日 - ）

## パーソナリティ
- 與古田忠-よこだただし（よこちゃん）宜野湾市のバー「南国の夜」マスター
- 嘉大雅-よしみたいが（たいが）琉球放送アナウンサー、2018年4月 -

### 過去のパーソナリティ
- 仲田紀久子 - なかだきくこ（きくちゃん・きくこ）琉球放送アナウンサー、放送開始 - 2018年3月、同年4月以降上記の通り休職し、2019年4月のRBC復帰後、4月6日のゲスト出演をもって降板。

### 番組内で話題に上る人物（呼称は番組内でのもの）
- 前田ロマーシア - ゲスト登場回で、與古田・嘉をはじめ関係者のパワースポットや性癖を次々に透視する能力を披露し神回に。
- 下地久美子 - ロマーシアと同じ能力を持つライバル。幼少期に自作した絵本が斬新すぎると話題に。那覇市にある映画館、桜坂劇場の興行ディレクター。
- 鎌田宏夢 - 琉球放送アナウンサー、嘉の嫉妬心を煽る「優秀な後輩」。與古田とはお笑い好き仲間。
- モリケン - ラジオオタクのライフスタイルトレンドリサーチャー。初登場当時の本業はツイッター社の社員だったが2022年11月に解雇、現在はトークバック社代表。名言「ネガティブなことは紙に書け」。なお、2021年4月から8月まで基本毎月最終土曜日にリモートで当番組にご意見番で出演していた。それ以降は「アップ!!」毎月最終金曜日の9:10頃に出演している。
- 仁ちゃん - リアルバー「南国の夜」公認のイベント企画担当。メディア登場多数のラジオリスナー。與古田に自宅の住所を度々バラされそうになる。
- 幸三さん - エフエム沖縄「ゴールデンアワー」パーソナリティー、與古田が出演している「blank.」のプロデューサー兼ディレクター、與古田が出演している「真栄原ミュージック」のパーソナリティ。
- 東風平さん - エフエム沖縄の偉い人。
- いっちゃん - 番組開始当初のディレクター。
- やきそばかおるさん - 全国のラジオ番組やパーソナリティーを紹介・解説するライター・コラムニスト。與古田・嘉にメールでアドバイスを送っている。
- 大村ディレクター - BSS山陰放送「森谷佳奈のはきださNIGHT!」ディレクター。山陰のかまってちゃん。
- とみむらくん - 琉球放送の広告営業担当。番組初のスポンサーを獲得してリスナーから大きな称賛を受ける。現在はテレビ広告を担当。
- 倫太郎さん・りんちゃん - 琉球放送アナウンサー、「MUSIC SHOWER Plus+」月〜水曜パーソナリティー（嘉は木・金曜を担当）。嘉の上司。
- まいまい - OBS大分放送「夜のイチスタ」パーソナリティ。與古田が番組を「エロビデオ屋」と言っている。
- 沖野ちゃん - 琉球放送アナウンサー。「沖野綾亜のチルドキ!!」のメインパーソナリティであり、嘉の後輩。双方の番組でラジオの内容に関する発言を言及した事が縁で、與古田とは2022年1月の番組オンラインオフ会「チルドキ!!オンラインカフェ」で共演した。
- 和尚 - 愛知県愛西市にある「大法寺」の住職長谷雄蓮華を指し、ラジオネームは「かわいい和尚さん」。CBCラジオ ラジ和尚・長谷雄蓮華のちょっと、かけこまナイト! のパーソナリティ。

## コーナー
- 「ねえ、よこちゃん聞いて」 本来はリスナーからの悩みに與古田が答えるコーナーだが、悩みのメールが来ることはあまりなく、毎週あるテーマに沿った投稿をリスナーから募集し、それに沿ったトークを行う。
- 「これって SDGs ですか？」

リスナーからのメールの内容を基に、嘉が SDGs かどうかを判断するコーナー。

### 過去のコーナー
- 「ピィー」

沖縄の方に教えたい各地の方言、全国に教えたい沖縄の方言を募集するコーナー。音声を投稿してもらい、紹介する。各地のローカルCMの面白いフレーズが送られてくる場合もある。
- 企画会議

番組へのスポンサーを獲得するために新たな企画などを話し合うコーナー。
- CMまで3，2，1

上記企画会議から生まれたコーナーで、あるジャンルのCMのナレーションをリスナーから募集し、2人がそのCMの体で演じる
- これ知らないでしょー

與古田または仲田が一方やリスナーが知らなさそうな情報をプレゼンする。
- よこなか夜遊び

與古田対仲田の対決コーナー。
- 金曜日のファニーガイズ

電話インタビューを行うコーナー。リスナーが登場する場合もあった。
- 金曜日のヨッパライ

酒場などで酔った状態の一般人にインタビュー。ある答えに対してのイメージなどを話してもらい、その答えを與古田・仲田が当てるコーナー。

## 他のラジオ番組とのつながり・著名なリスナー
きっかけは、TBSラジオ『JUNK・爆笑問題カーボーイ』で、爆笑問題・太田光がこの番組について複数回言及したことから始まる。その縁により、爆笑問題が出演しているタイタン主催のお笑いライブのライブビューイング「タイタンシネマライブ」が沖縄で行われる 際には、與古田が（業務のスケジュールが合えば仲田・嘉も）必ず参加している。
太田は本番組以外にも、他地域のローカル番組についても話題にしていることから、それらの番組同士でも話題にしあうことがあり、番組同士で「太田光被害者の会」を自称している。
そのうちの番組の一つである『平成ラヂオバラエティごぜん様さま』（広島県・中国放送）に出演する横山雄二や他のパーソナリティとは特に交流を深めている。
- 当番組が2018年4月に60分に拡大した初回には事前収録で横山らがメッセージを寄せた[2]。

同年6月14日、與古田と嘉が自ら希望し広島へ向かいこの番組に生出演。その後に収録したRCCラジオのトーク番組『ザ★横山雄二ショー』（同年7月7日放送）にも出演した。広島へ旅立つ前には当番組で広島情報などを募集する特別コーナーを設けている。また、当番組が同年9月1日に生放送を行った際には、東京で爆笑問題の単独コントライブの打ち上げに参加していた横山や他のパーソナリティが電話出演した。
TBSラジオ『伊集院光 深夜の馬鹿力』に出演する伊集院光はプライベートで何度か「南国の夜」に来店しており、「南国の夜」内のサンドバッグに直筆のサインも残している。
また、2020年2月にはTBSラジオ『伊集院光とらじおと』に與古田がゲスト出演する形で共演している。
その他、上記「被害者の会」の番組の一つでもある『つながるワイド・しそまるの全開!金曜日』（和歌山県・和歌山放送、パーソナリティ・桂枝曾丸） 、『森谷佳奈のはきださNIGHT!』（鳥取県・山陰放送）、『ドッキリ!ハッキリ!三代澤康司です』（大阪府・ABCラジオ）などの話題が出ることもある。
エフエム宮崎『Radio Paradise 耳が恋した!』の月曜日アシスタントのコレナガカオリが番組内で話題にした事から、お互いの番組内で話題にする事がある。
女優・タレントの髙橋ひかるがリスナーである。